# Star (Jan Garbarek)
StAR è un album in studio del sassofonista norvegese Jan Garbarek, pubblicato nel 1991.

## Tracce
1. Star – 6:15
2. Jumper – 4:21
3. Lamenting – 6:08
4. Anthem – 6:16
5. Roses for You – 5:39
6. Clouds in the Mountain – 4:38
7. Snowman – 5:21
8. The Music of My People – 3:42

## Formazione
- Jan Garbarek – sassofono soprano, sassofono tenore
- Miroslav Vitouš – basso
- Peter Erskine – batteria